# Teekanne

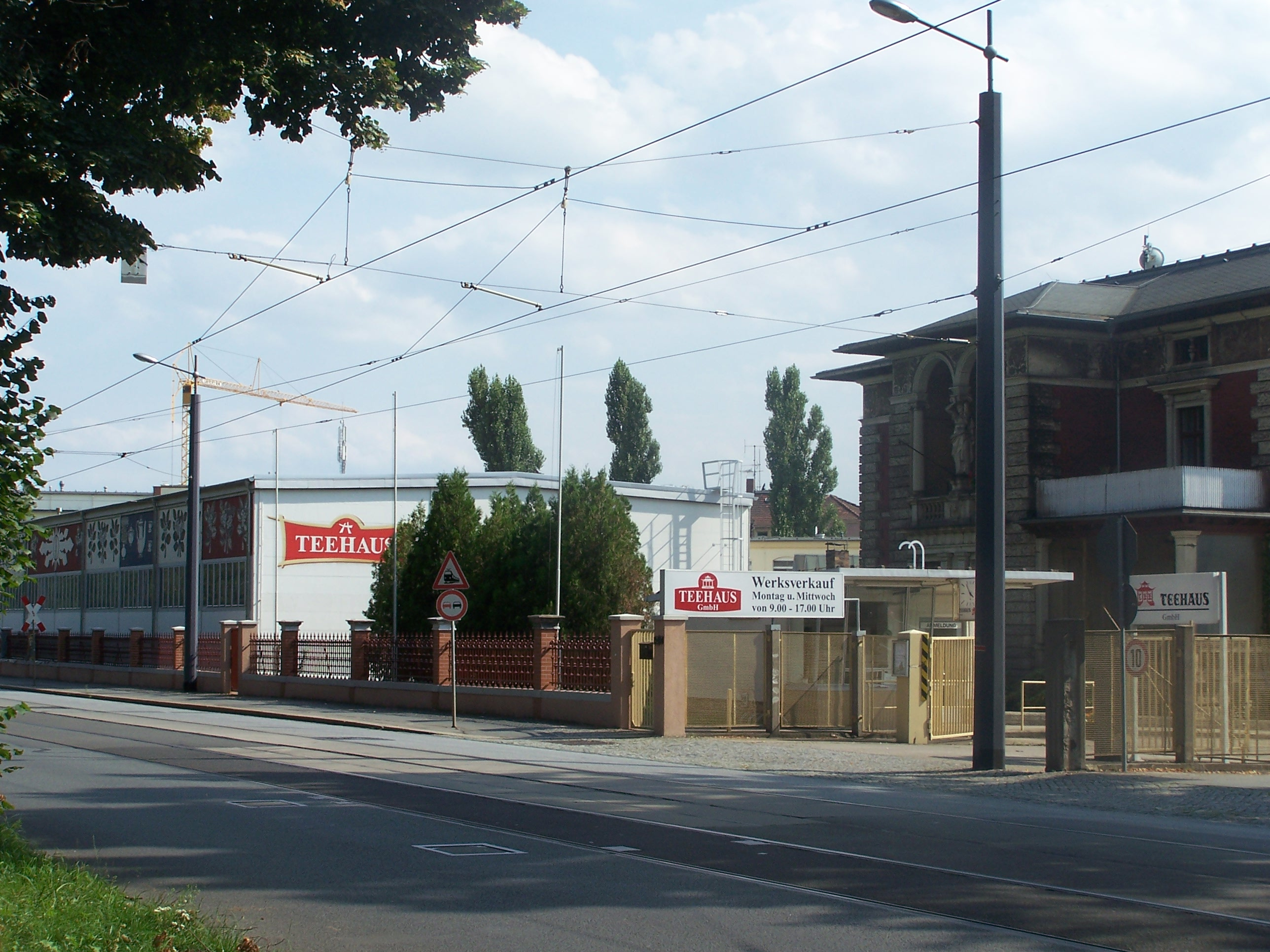
Fabbrica di Radebeul

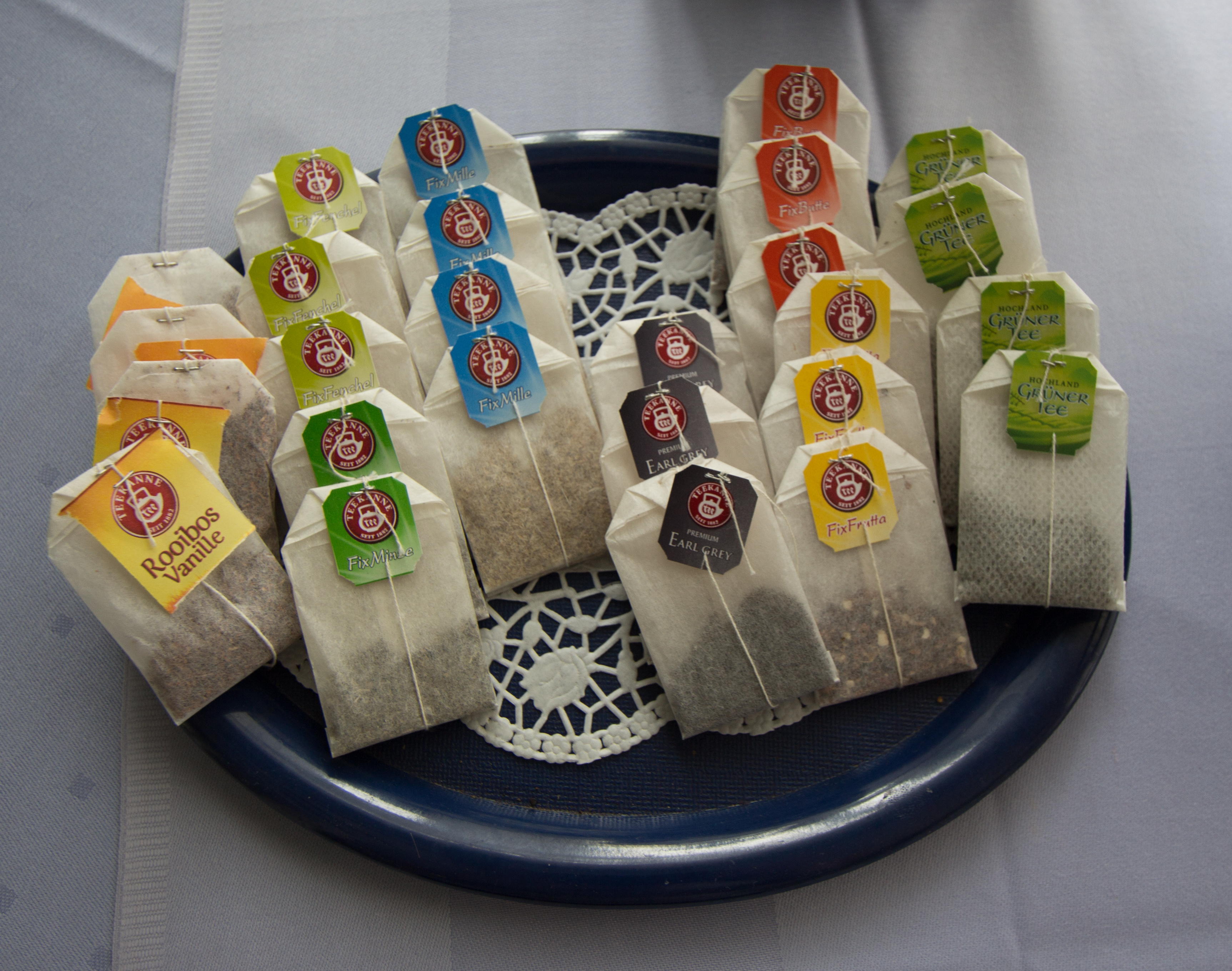
Assortimento di bustine di tè Teekanne; la prima bustina al mondo fu fabbricata e commercializzata nel 1929 da Teekanne

La società Teekanne GmbH & Co. KG è un'azienda tedesca del settore alimentare nota per la fabbricazione e commercializzazione di tè. È stata la prima al mondo a confezionare tè in bustina. Nel 2007 l'azienda, a conduzione familiare, ha avuto più di 1.500 dipendenti in tutto il mondo, tra la sede di Düsseldorf e altri otto paesi. Vengono prodotti annualmente 7,5 milioni di bustine di tè. La Teekanne GmbH & Co. KG è posseduta al 100% dalla Teekanne Holding GmbH & Co. KG.

## Storia
La casa è stat fondata come Teekanne GmbH il 16. luglio 1882 a Dresda come „Japan- und Chinawaren sowie Thee“ con il nome di R. Seelig & Hille. Dal 1888 la società ha utilizzato il marchio Teekanne – e anche Theekanne – come marchio brevettato. Il marchio Teekanne è ancora oggi registrato con il numero 6541, tra i più antichi della Germania.
Nel 1892 la società viene rilevata da Ernst Rudolf Anders e Eugen Nissle. Il compositore Karl Alfredy scrisse per la marca un ballo "giava", Ich laß mich gar zu gerne (a tempo di mazurca)“.
Nel 1913 vengono registrati anche i marchi Teefix e Pompadour. La prima bustina di tè viene confezionata e commercializzata nel 1929, primi a livello mondiale. Viene inventata anche nello stesso periodo da Adolf Rambold la macchina per il confezionamento delle stesse.
Dopo la morte di Ernst Rudolf Anders, avvenuta a bordo del LZ 129 „Hindenburg“ nel maggio 1937, il figlio Rolf Anders, assieme a Johannes Nissle, prende in mano la società. Il 13 febbraio 1945 durante il bombardamento di Dresda la sede viene gravemente danneggiata.
Dopo la guerra e dopo la espropriazione per pubblica utilità del 1946 la famiglia proprietaria rifonda l'azienda a Viersen e poi a Düsseldorf, vien spostata dalle autorità della Sassonia la sede Dresda a Radebeul dell'azienda Otto E. Weber GmbH. Nel 1952 la società Otto E. Weber GmbH viene rinominata "VEB Kaffee-Weber - Teekanne" e più tardi in "VEB Kaffee und Tee Radebeul".
La società verrà poi riprivatizzata nel 1991 come Teehaus GmbH dalla stessa Teekanne. Per il marchio Goldteefix la pubblicità televisiva nel 1977 dal titolo Wenn der Teekessel singt viene utilizzata la canzone Father and Son di Cat Stevens con un adattamento specifico.
In Austria Teekanne nel 1951 a Salisburgo viene fondata una fabbrica. Nel 1996 viene acquisita la Kandisin, marca austriaca di dolcificanti. Dal 1982 si fregia dell'onorificenza dello Stemma dell'Austria.